# Dinkelland (natuurgebied)
Dinkelland is een Natura 2000-gebied  in de Nederlandse provincie Overijssel in de gemeenten Dinkelland en Losser.

Het zijn het beekdal van de Dinkel met een aantal zijbeken, waaronder het oostelijk deel van het beekdal van de Snoeijinksbeek, en een drietal gevarieerde heideterreinen langs de Puntbeek en Rammelbeek, te weten Punthuizen, Stroothuizen en het Beuninger Achterveld.

Er zijn vier los van elkaar liggende stukken, noord van de A30 grenzen twee delen aan het provinciaal reservaat Lutterzand plus nog een los deel, en zuid van A30 een gebied met complexe vorm rond de Dinkel en zijtakken daarvan.